# 曹太妃 (張士誠母)
參數所指定的目標頁面不存在，建議更正成存在頁面或直接建立下列一個頁面（建立前請先搜尋是否有合適的存在頁面可以取代）：
- 曹太妃

曹太妃（？—1366年），張士誠母。曹氏颇有知数，張士誠自立为吴王，尊其母曹氏为王太妃，置高属，别治府第于城中。卒于至正二十五年（1366年），葬姑苏南门外。